# Список територіальних громад Луганської області
Це список територіальних громад Луганської області, створених в рамках адміністративно-територіальної реформи 2015 року.
10 червня 2015 року розпорядженням голови Луганської обласної військово-цивільної адміністрації був схвалений перспективний план формування громад. Станом на 7 вересня 2015 року в області було створено 3 громади.

## Загальний перелік громад
| Назва                 | Категорія | Адмін. центр            | Район           | Площа, км² | Населення, осіб |
| --------------------- | --------- | ----------------------- | --------------- | ---------- | --------------- |
| Луганська             | міська    | місто Луганськ          | Луганський      |            |                 |
| Антрацитівська        | міська    | місто Антрацит          | Ровеньківський  |            |                 |
| Алчевська             | міська    | місто Алчевськ          | Алчевський      |            |                 |
| Молодогвардійська     | міська    | місто Молодогвардійськ  | Луганський      |            |                 |
| Сорокинська           | міська    | місто Сорокине          | Довжанський     |            |                 |
| Хрустальненська       | міська    | місто Хрустальний       | Ровеньківський  |            |                 |
| Лисичанська           | міська    | місто Лисичанськ        | Сєвєродонецький | 617.6      | 131893          |
| Ровеньківська         | міська    | місто Ровеньки          | Ровеньківський  |            |                 |
| Рубіжанська           | міська    | місто Рубіжне           | Сєвєродонецький | 404.2      | 65822           |
| Довжанська            | міська    | місто Довжанськ         | Довжанський     |            |                 |
| Сєвєродонецька        | міська    | місто Сєвєродонецьк     | Сєвєродонецький | 501.1      | 166900          |
| Кадіївська            | міська    | місто Кадіївка          | Алчевський      |            |                 |
| Біловодська           | селищна   | смт Біловодськ          | Старобільський  | 1592.8     | 60631           |
| Білокуракинська       | селищна   | смт Білокуракине        | Сватівський     | 1122.5     | 23545           |
| Лозно-Олександрівська | селищна   | смт Лозно-Олександрівка | Сватівський     | 537.4      | 5848            |
| Кремінська            | міська    | місто Кремінна          | Сєвєродонецький | 533.8      | 40162           |
| Красноріченська       | селищна   | смт Красноріченське     | Сватівський     | 443.4      | 9500            |
| Лутугинська           | міська    | місто Лутугине          | Луганський      |            |                 |
| Марківська            | селищна   | смт Марківка            | Старобільський  | 1172.1     | 43469           |
| Міловська             | селищна   | смт Мілове              | Старобільський  | 977.8      | 30622           |
| Щастинська            | міська    | місто Щастя             | Щастинський     | 467.0      | 25970           |
| Новоайдарська         | селищна   | смт Новоайдар           | Щастинський     | 1313.2     | 31550           |
| Білолуцька            | селищна   | смт Білолуцьк           | Старобільський  | 640.9      | 11652           |
| Новопсковська         | селищна   | смт Новопсков           | Старобільський  | 979.0      | 32134           |
| Гірська               | міська    | місто Гірське           | Сєвєродонецький | 301.0      | 39673           |
| Попаснянська          | міська    | місто Попасна           | Сєвєродонецький | 457.9      | 29739           |
| Сватівська            | міська    | місто Сватове           | Сватівський     | 1044.9     | 34577           |
| Нижньодуванська       | селищна   | смт Нижня Дуванка       | Сватівський     | 563.3      | 5746            |
| Коломийчиська         | сільська  | село Коломийчиха        | Сватівський     | 386.4      | 3330            |
| Зимогір'ївська        | міська    | місто Зимогір'я         | Алчевський      | 429.2      | 37610           |
| Станично-Луганська    | селищна   | смт Станиця Луганська   | Щастинський     | 516.3      | 35290           |
| Нижньотеплівська      | сільська  | село Нижньотепле        | Щастинський     | 495.7      | 11447           |
| Широківська           | сільська  | с-ще Широкий            | Щастинський     | 586.8      | 8859            |
| Старобільська         | міська    | місто Старобільськ      | Старобільський  | 734.4      | 52612           |
| Чмирівська            | сільська  | село Чмирівка           | Старобільський  | 497.8      | 15290           |
| Шульгинська           | сільська  | село Шульгинка          | Старобільський  | 333.1      | 5393            |
| Троїцька              | селищна   | смт Троїцьке            | Сватівський     | 1220.8     | 19222           |